# Dungeon Keeper (1997)
Dungeon Keeper ist ein Strategiespiel, welches von Bullfrog Productions entwickelt und von Electronic Arts Juli 1997 für MS-DOS und Windows 95 veröffentlicht wurde. Im November 1997 erschien die Erweiterung Deeper Dungeons. 1998 wurde das Spiel als Goldedition inklusive der Erweiterung erneut veröffentlicht. Die Goldedition wurde bei GOG.com sowie über die Vertriebsplattform Origin digital veröffentlicht. Der direkte Nachfolger war Dungeon Keeper 2.

## Spielprinzip
Der Spieler unterhält und verwaltet einen Dungeon, der von gegnerischen Helden attackiert wird, die dessen Schätze stehlen, die dem Spieler zugehörige Monster und letztendlich den Spieler als Kerkermeister zu töten versuchen. Ziel des Spiels ist es alle Heldenkämpfer aufzureiben und alle feindlichen Kerkermeister zu besiegen. Dabei müssen auch die Bedürfnisse der untertänigen Monster gestillt werden. Nur durch geschickte Raumplanung können auch verfeindete Kreaturen gehalten werden. Jedes Monster sammelt durch Training oder im Kampf Erfahrungspunkte. Im Finale des Spiels muss der Avatar aus Ultima 8 besiegt werden.

## Entwicklung
Molyneux erstellte zunächst einen zweidimensionalen Prototyp, der später von dem Team auf die Magic Carpet Game-Engine portiert und verfeinert wurde. Co-Designer des Spiels war Mark Healey, leitender Entwickler Simon Carter und Designer Barry Meade war für den künstlerischen Aspekt verantwortlich. Der Mentor des Spielers wurde von dem britischen Schauspieler Richard Ridings gesprochen. Russel Shaw war für den Soundtrack verantwortlich.
Die Entwicklungszeit betrug 2 Jahre. Sie verzögerte sich, da das Spieldesign mittendrin komplett umgekrempelt wurde. Zudem hatte Molyneux das Spiel in einer sehr frühen Phase bereits der Presse ankündigte, so dass die Entwicklungsdauer nach außen länger wirkte. Den Schwierigkeitsgrad auszutüfteln war eine der größten Herausforderungen.

## Technik
Der computergesteuerte Gegenspieler reagiert dynamisch auf den Spieler und reguliert so das Spieltempo, indem es Angriffe verzögert. Anstelle von festgelegten Schwierigkeitsstufen merkt sich das Spiel die Leistung des Spielers. So wird das Spiel bei wiederholtem Scheitern automatisch einfacher. Das Spiel verwendet SoundFont, um im Spiel zusätzliche atmosphärische Effekte zu erzeugen. Im Mehrspielermodus können 2–4 Spieler über IPX, Modem oder mittels Nullmodem-Kabel gegeneinander antreten.

## Rezeption
Die Animationen und Sounds seien gelungen. Insgesamt handele es sich um eine humorvolle Umsetzung, insbesondere durch den Rollentausch. Die KI agiere erstklassig. Das Spiel sei komplex, aber beherrschbar. Das Leveldesign sei gut, jedoch wenig abwechslungsreich. Im Mehrspielermodus ist es nicht möglich, die Helden zu spielen, auch wenn dies zunächst so angekündigt wurde. PC Player merkte an, dass das Spiel sehr spannend inszeniert ist. In die Kämpfe lasse sich jedoch nach Abladen der Kreaturen kaum noch eingreifen. Das einführende Tutorial sei vorbildlich, der Schwierigkeitsgrad steige stets moderat. Die zahlreichen Geheimlevel, verborgenen Räume und Boni zu finden sei motivieren. Insgesamt sei das Spiel ein motivierender Genremix. Transparenz und Lichteffekte seien trotz des Alters der Spiele-Engine beachtlich. In der Egoperspektive falle jedoch auf, dass alle Kreaturen lediglich als zweidimensionale Sprites dargestellt werden. Im Mehrspielermodus bringe das Spiel zusätzlichen Spaß.
Der Spieleratgeber-NRW stufte das Spiel pädagogisch ab 12 Jahren ein, da Gewalt im Spiel nicht nur allgegenwärtig sei, sondern auch belohnt werde. Der einzige Weg das Spiel zu gewinnen, sei die aggressive Expansion. Dennoch relativiere die Comic-Optik und der humorvolle Ton das Schlüpfen in die Rolle eines bösen Charakters. Dungeon Keeper parodiere klassische Rollenspiel-Konventionen. Es sei Molyneuxs erstes Spiel, in dem eine allmächtige, körperlose Hand das Geschehen steuert. Ein Prinzip, dass er zusammen mit der Gut gegen Böse Thematik in Black & White fortsetzte.
In der D-A-CH Region wurden über 100.000 Kopien abgesetzt, was der Verband der Unterhaltungssoftware Deutschland mit einem Gold-Award prämierte.
Zum 25. Juliläum des Spiels bezeichnete es die heise-Redaktion als Bullfrogs letztes Meisterwerk.